# Kitkaïta
La kitkaïta és un mineral de la classe dels sulfurs que pertany al grup de la melonita. Va ser anomenada en honor de la seva localitat tipus: vall del riu Kitka (Finlàndia).

## Característiques
La kitkaïta és un tel·lurur-selenur de fórmula química NiTeSe. Cristal·litza en el sistema trigonal en cristalls de fins a 5 mm. La seva duresa a l'escala de Mohs és 3,5.
Segons la classificació de Nickel-Strunz, la kitkaïta pertany a «02.EA: Sulfurs metàl·lics, M:S = 1:2, amb Cu, Ag, Au» juntament amb els següents minerals: silvanita, calaverita, kostovita, krennerita, berndtita, melonita, merenskyita, moncheïta, shuangfengita, sudovikovita, verbeekita, drysdal·lita, jordisita, molibdenita i tungstenita.

## Formació i jaciments
La kitkaïta va ser descoberta a la vall del riu Kitka, a Kuusamo (província d'Oulu, Ostrobòtnia del Nord, Finlàndia) en fissures estretes amb contingut de carbonats en albita. Es tracta de l'únic indret on ha estat descrita aquesta espècie mineral.